# 蔡宗尧
蔡宗尧（?—?），字中父，自号东郭子。浙江臨海縣人。明朝文人、政治人物。

## 生平
嘉靖十六年丁酉科浙江举人，曾任当涂知县。官至松溪县教谕。钱谦益称为“圭峰之流”。有《龟陵集》二十卷。